# Le Diable dans le sang
Pour plus de détails, voir Fiche technique et Distribution.
Le Diable dans le sang (The Chemical Wedding) est un film d'horreur britannique réalisé en 2008 par Julian Doyle (en). L'histoire est basée sur le scénario de Bruce Dickinson, membre du groupe Iron Maiden.
Le film s'inspire du Rendez-vous avec la peur, le film de Jacques Tourneur sorti en 1957 et du roman The Magician de William Somerset Maugham publié en 1908.

## Synopsis
Oliver Haldo, un timide professeur, ramène à la vie, à l'aide d'un ordinateur, l'inquiétant poète et occultiste britannique Aleister Crowley.
Par la suite, celui-ci va essayer de se réincarner en ayant un « mariage chimique » avec une femme rousse, tout en manipulant l'entourage de Cambridge et en évitant la société franc-maçonnique de Cambridge.

## Fiche technique
Sauf indication contraire, les informations mentionnées dans cette section peuvent être confirmées par la base de données cinématographiques IMDb,  présente dans la section « Liens externes ».
- Titre original : The Chemical Wedding
- Titre français : Le Diable dans le sang[3]
- Réalisateur : Julian Doyle (en)
- Scénario : Bruce Dickinson, Julian Doyle
- Assistants au réalisateur : Margarita Doyle, Andy Gradwell, Suzy Mottram, Craig Topham, Neil Tuohy
- Scripte : Angelica Pressello
- Musique : Bruce Dickinson, Dave Howman, André Jacquemin
- Photographie : Brian Herlihy
- Montage : Bill Jones
- Décors : Mark Tanner
- Costumes : Tabitha Doyle
- Producteurs : David Pupkewitz, Malcolm Kohll, Ben Timlett, Justin Peyton
- Sociétés de production : Bill&Ben Productions, Focus Films
- Pays de production :  Royaume-Uni
- Langue de tournage : anglais
- Format : Couleurs - 1,85:1
- Genre : Horreur, fantastique
- Durée : 109 minutes (1h49)
- Date de sortie :
  - Royaume-Uni : 30 mai 2008
  - France : 20 janvier 2009 (directement en vidéo[4],[2])

## Distribution
- Simon Callow : Le Professeurr Oliver Haddo/la réincarnation d'Aleister Crowley
- Kal Weber : Le docteur Joshua Mathers
- Lucy Cudden : Lia Robinson
- Jud Charlton : Victor Nuberg
- Paul McDowell : Symonds
- John Shrapnel : Aleister Crowley
- Terence Bayler : Le Professeurr Brent
- Mike Shannon : Alex

## Production
Bruce Dickinson, qui a sorti un album du même nom, The Chemical Wedding, en 1998, a essayé de produire le film pendant plus de quinze ans aux États-Unis avant de parvenir à trouver des fonds en Angleterre.  Avec un budget d'environ un million d'euros, le tournage se déroule du 31 juillet 2007 au 2 septembre 2007 sur le campus de Bushey, dans l'Hertfordshire en Angleterre.